# Lauderdale megye (Mississippi)
Lauderdale megye az Amerikai Egyesült Államokban, azon belül Mississippi államban található. Megyeszékhelye Meridian, legnagyobb városa Meridian. Lakosainak száma 72 984 fő (2020. április 1.). Lauderdale megye Kemper, Clarke, Newton, Choctaw, Sumter, Jasper és Neshoba megyékkel határos.

## Népesség
A megye népességének változása:
| Lakosok száma | 80 325 | 80 571 | 80 258 | 80 254 | 78 524 | 72 984 |
|               | 2010   | 2011   | 2012   | 2013   | 2015   | 2020   |